# ПРВ-17
ПРВ-17 «Линейка» — (индекс ГРАУ — 1РЛ141, по классификации МО США и НАТО — Odd Group) — советский радиовысотомер. Стоит на вооружении бывших стран варшавского договора.

## История
Радиовысотомер был разработан в 1982 году как составная часть проекта "Азимут" — по перехвату ракет «Першинг-2». Разработкой занималось ЦНИИРЭС.

## Назначение
Подвижный радиовысотомер ПРВ-17 предназначен для определения высоты полета воздушных объектов. ПРВ сопрягается и работает в комплексе со всеми двухкоординатными радиолокационными станциями кругового обзора и автоматизированными системами управления ПВО и ВВС.

## Состав
Высотомер выполнен в подвижном варианте. В состав высотомера входят:
- прицеп Ц-01 — приемо-передающая кабина;
- прицеп Ц-02 — кабина с модулятором приемной и передающей систем;
- прицеп Ц-03—  индикаторная кабина;
- прицеп Ц-04 — дизель–электрическая  кабина 5е96(2 шт.);
- КраЗ — 4 единицы[2]

## Галерея

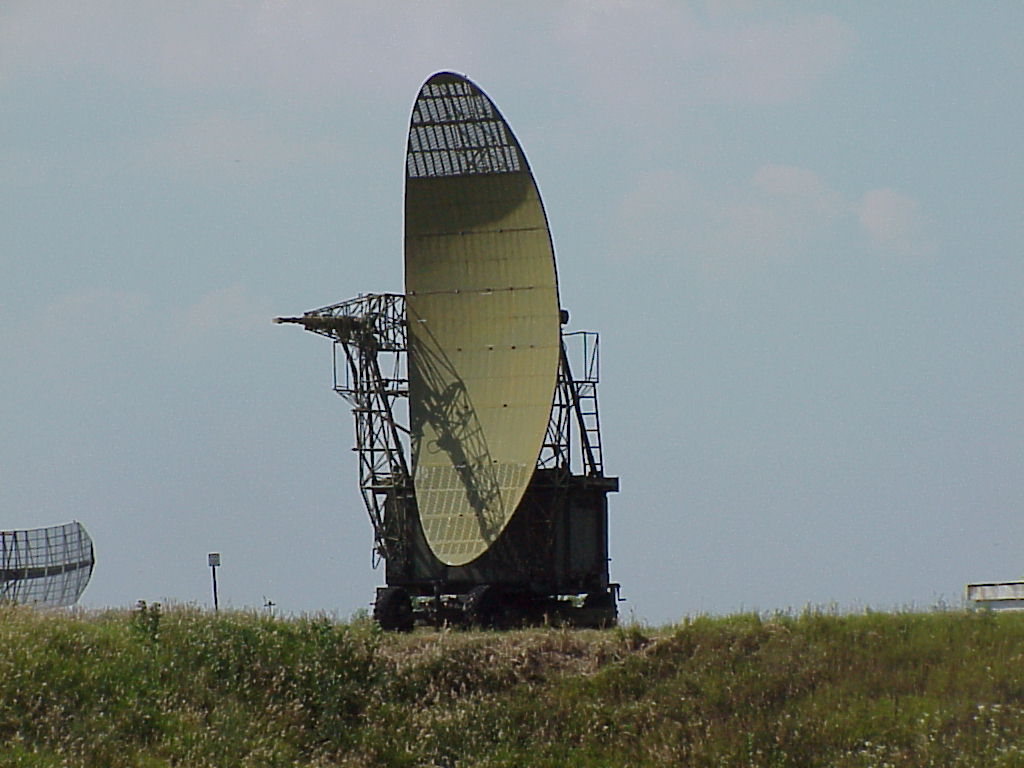
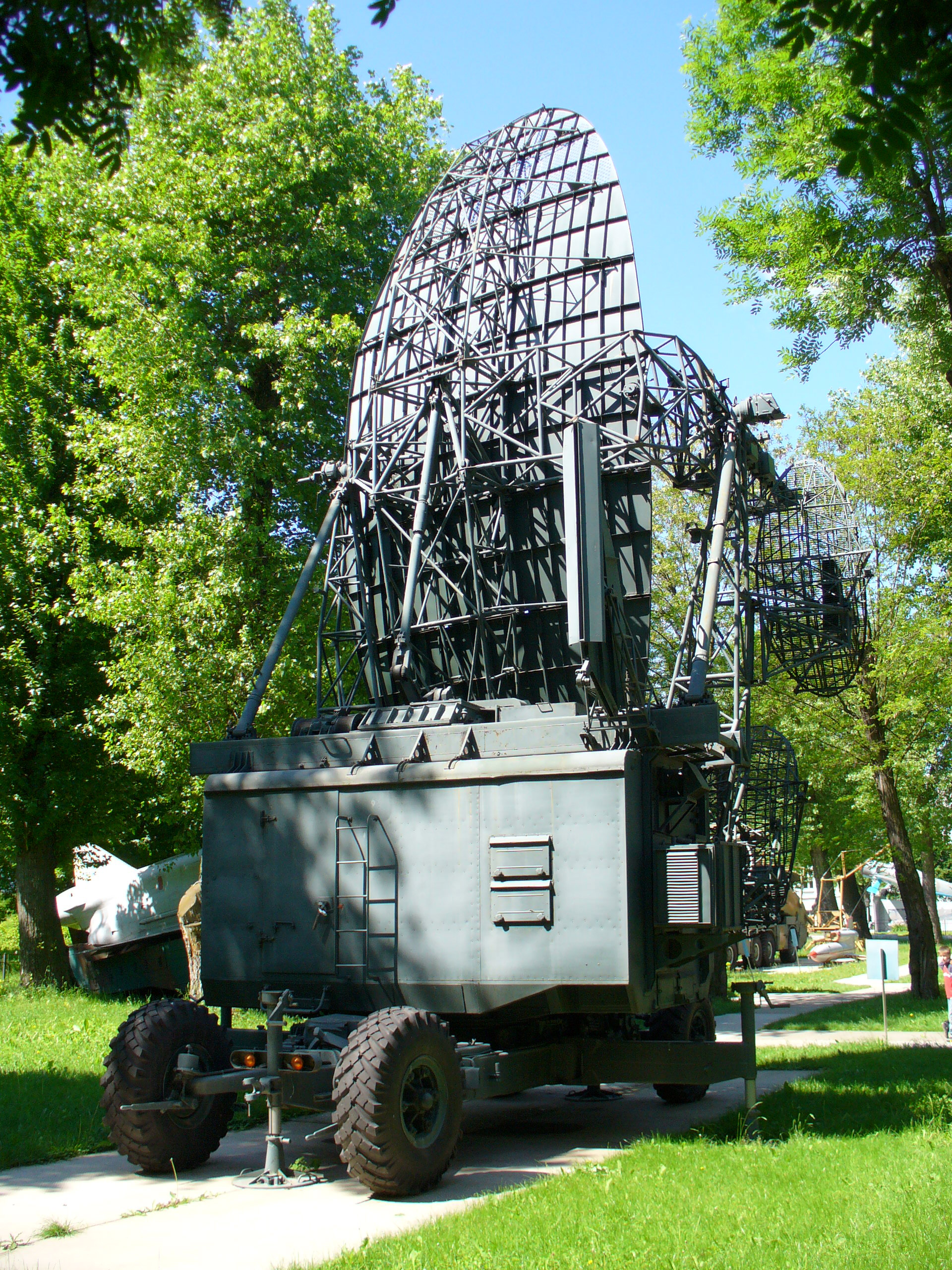

## Технические характеристики
| Характеристики ПРВ-17              | Характеристики ПРВ-17 |
| ---------------------------------- | --------------------- |
| Частотный диапазон                 | от 0,18 до 1,16 ГГц   |
| Частота повторения импульсов       | 400 Гц                |
| Длительность импульса              | 1,1—9 мксек           |
| Импульсная мощность                | 2,5 МВатт             |
| Средняя мощность                   | 41 КВатт              |
| Максимальная дальность обнаружения | 600 км                |